# Ambasada Gabonu przy Stolicy Apostolskiej
Ambasada Gabonu przy Stolicy Apostolskiej – misja dyplomatyczna Republiki Gabońskiej przy Stolicy Apostolskiej. Ambasada mieści się w Rzymie.

## Historia
Stosunki dyplomatyczne pomiędzy Stolicą Apostolską a Gabonem zostały ustanowione 31 października 1967.